# Chriodes breviterebra
Chriodes breviterebra är en stekelart som beskrevs av He 1985. Chriodes breviterebra ingår i släktet Chriodes och familjen brokparasitsteklar. Inga underarter finns listade i Catalogue of Life.